# Denominación de Origen Jerez-Xérès-Sherry
Jerez-Xérès-Sherry es la denominación de origen vinícola española que ampara legalmente la crianza y comercialización de una parte de los vinos tradicionalmente llamados jerez.

## Creación
En virtud del artículo 34 del Estatuto del Vino, promulgado durante la II República Española por Ley de 26 de mayo de 1933, la Orden de 15 de septiembre de 1933 constituyó y dio rango legal al Consejo Regulador de la Denominación de Origen Jerez-Xérès-Sherry junto con las denominaciones Manzanilla-Sanlúcar de Barrameda y Vinagre de Jerez. Este consejo regulador es así el más antiguo de España y el primero en constituirse. El 3 de agosto de 1934 dicho consejo, formado por bodegueros y viticultores del Marco de Jerez, celebró su primera sesión y el 19 de enero de 1935 se publicó el primer reglamento de la denominación, que sirvió como modelo para otras denominaciones españolas que surgieron posteriormente.

## Pleito por el término "Sherry"
En la década de 1960 se mantuvo el pleito más importante de la historia del consejo, entre en Consejo Regulador del Jerez y el llamado "British Sherry", por el uso de la denominación "Sherry". Los británicos argumentaban que "sherry" era una denominación genérica y no una denominación de origen, sin embargo los jerezanos aportaron un mapa de al-Idrisi como prueba que demuestra que el vocablo inglés "sherry" proviene del topónimo árabe de Jerez (Sherish). Sin embargo, el nombre "Sherry" se usa en los Estados Unidos como un semigenérico.
Además de este pleito, el Consejo Regulador ha defendido otras actividades del jerez (como la venta de barriles envinados - "Sherry Casks") de intrusismo. El registro de la marca "Sherry Cask" y la certificación de cada bota con un código QR fue aprobada en 2016 tras conocerse algunas prácticas fraudulentas por parte de destilerías de whisky del Reino Unido, que firmaban sus espirituosos como ex jerez, en realidad añejados en botas de otros vinos.

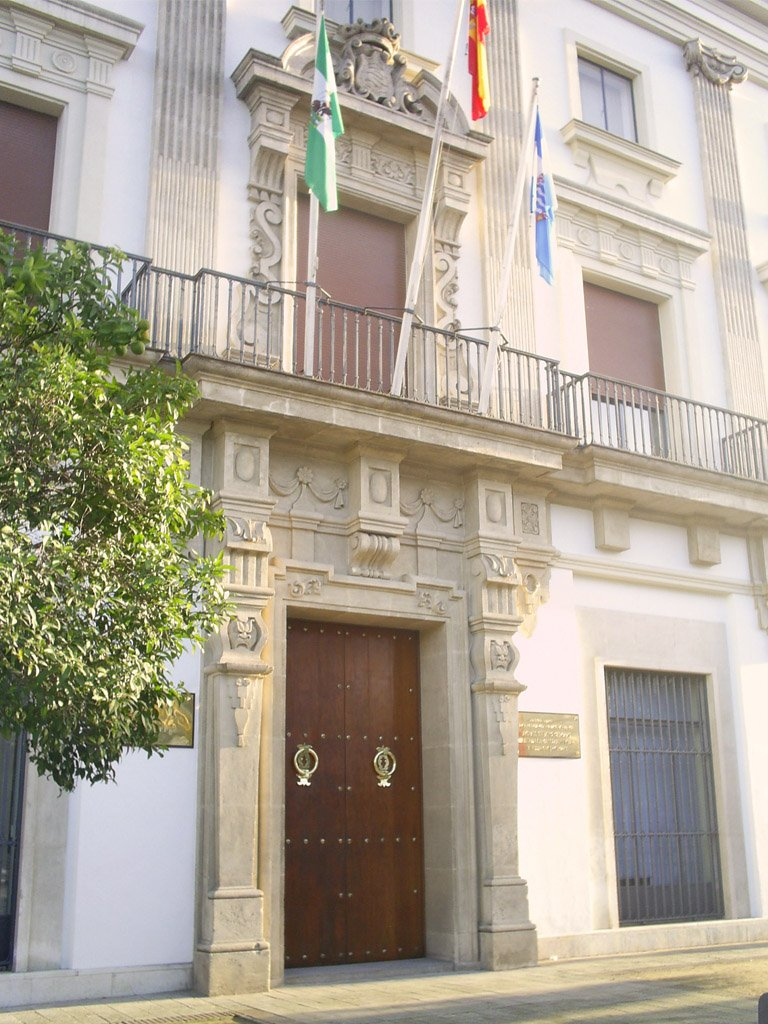
Sede del Consejo Regulador de las Denominaciones de Origen.
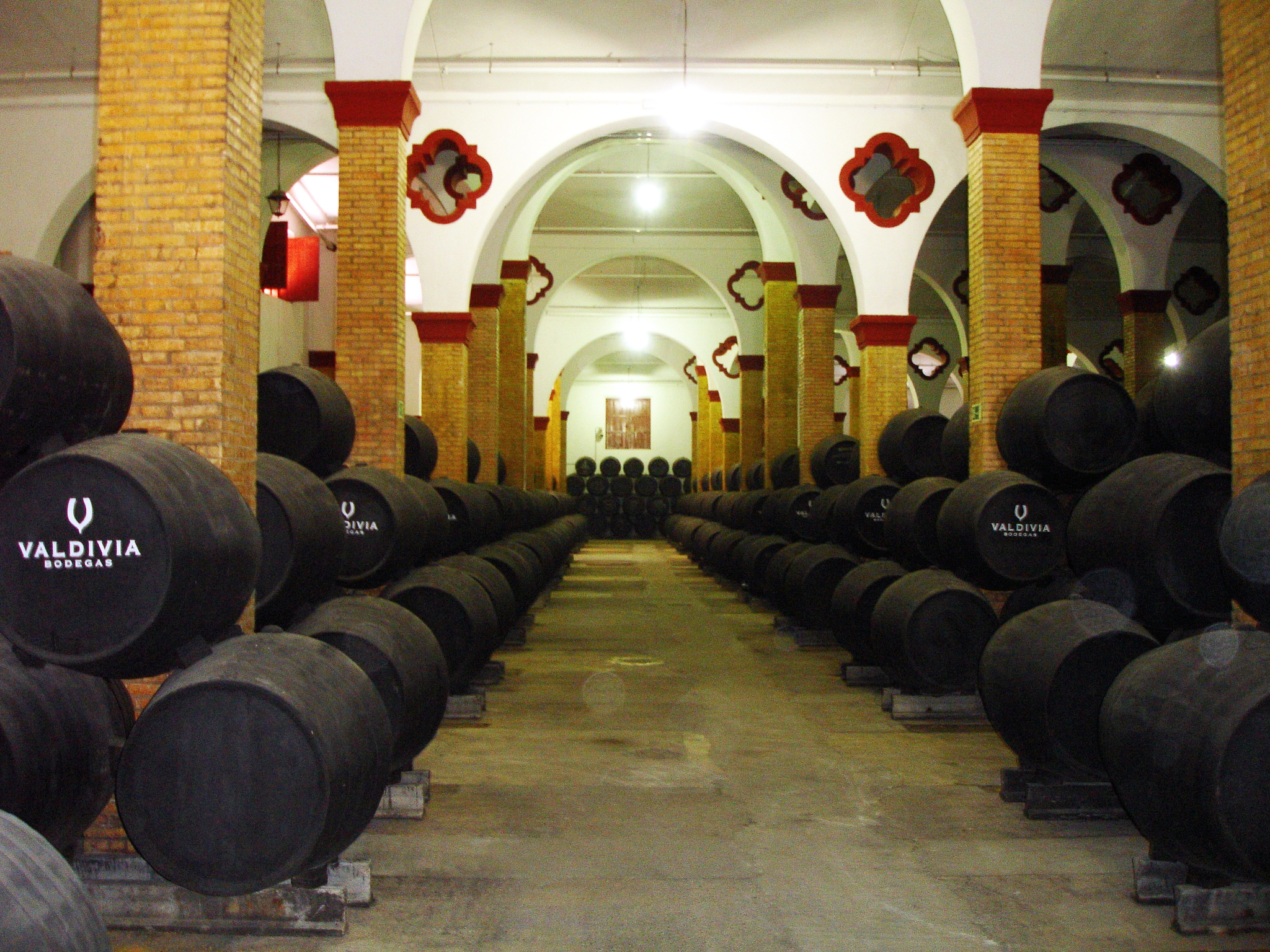
Bodega jerezana.
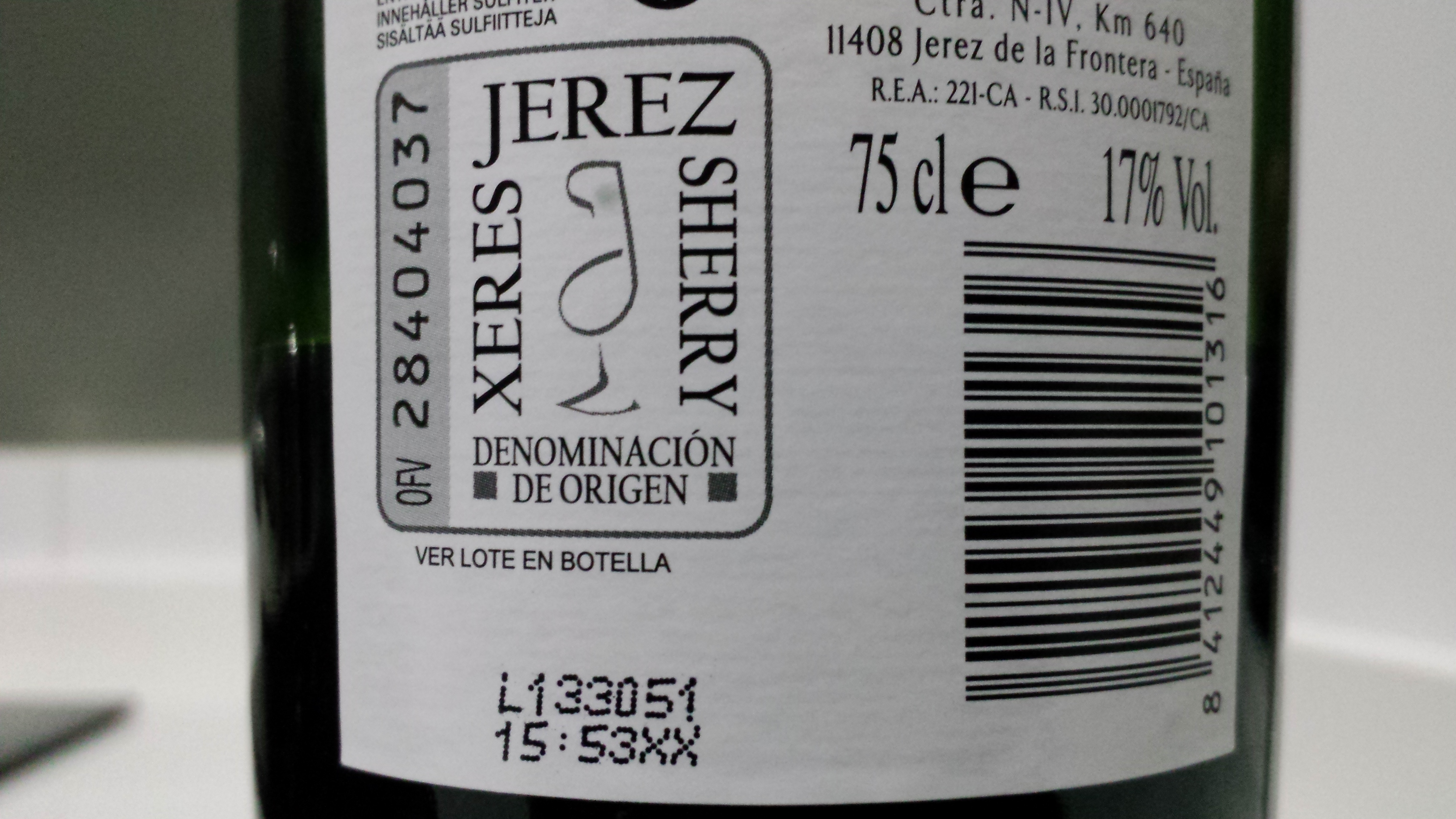
Etiqueta de la DO Jerez.
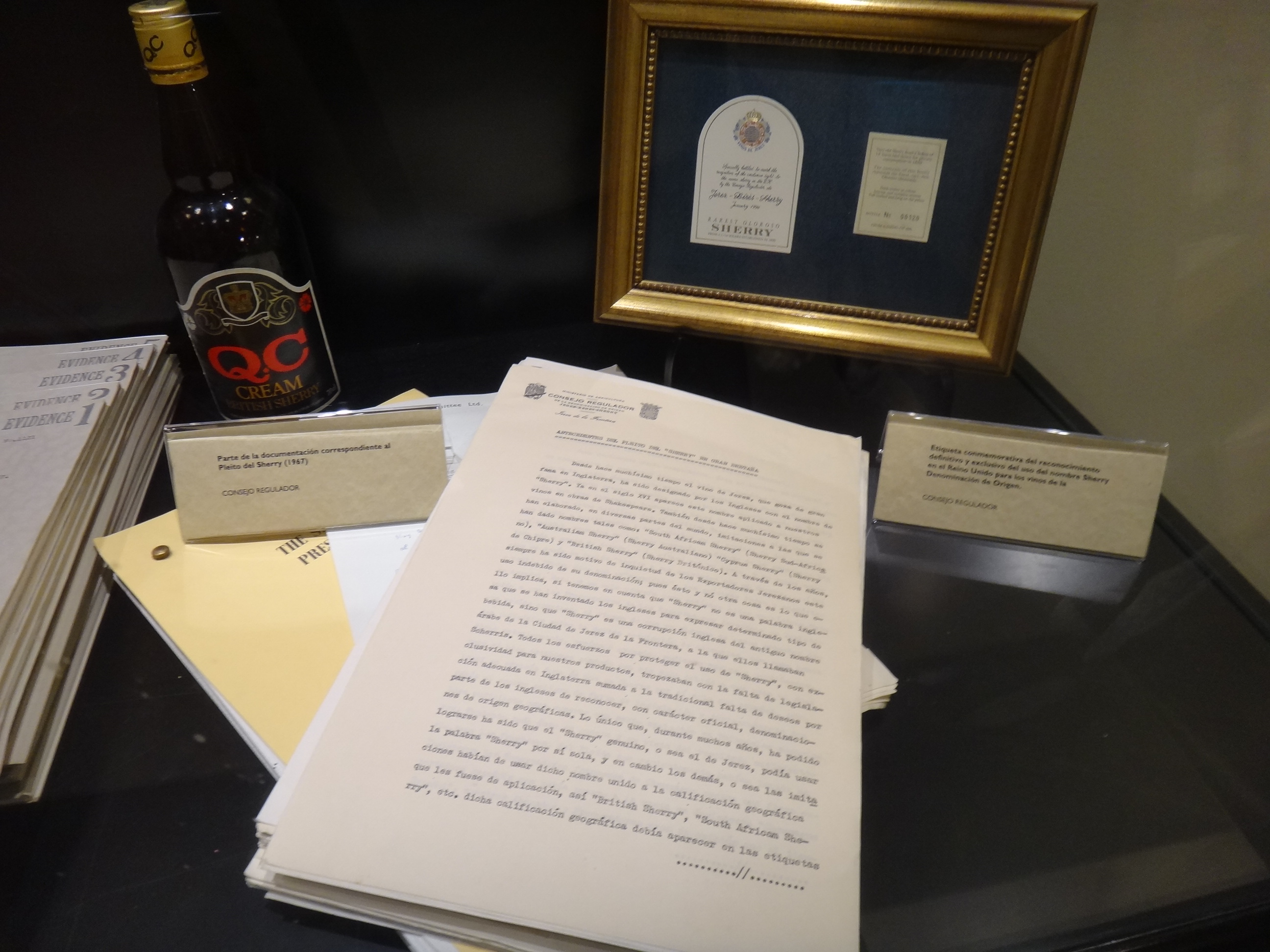
Documentación del pleito.

## Sede
La actual sede del Consejo Regulador está en el un palacio en la Avenida Álvaro Domecq de Jerez, donde además de oficinas y salón de actos tiene una exposición permanente y una pequeña bodega. En dicha bodega se encuentren vinos de añadas excepcionales.

## Variedades de uvas
Todos los vinos de la Denominación provienen de tres tipos de uva:

- Palomino
- Pedro Ximénez
- Moscatel

## Acciones

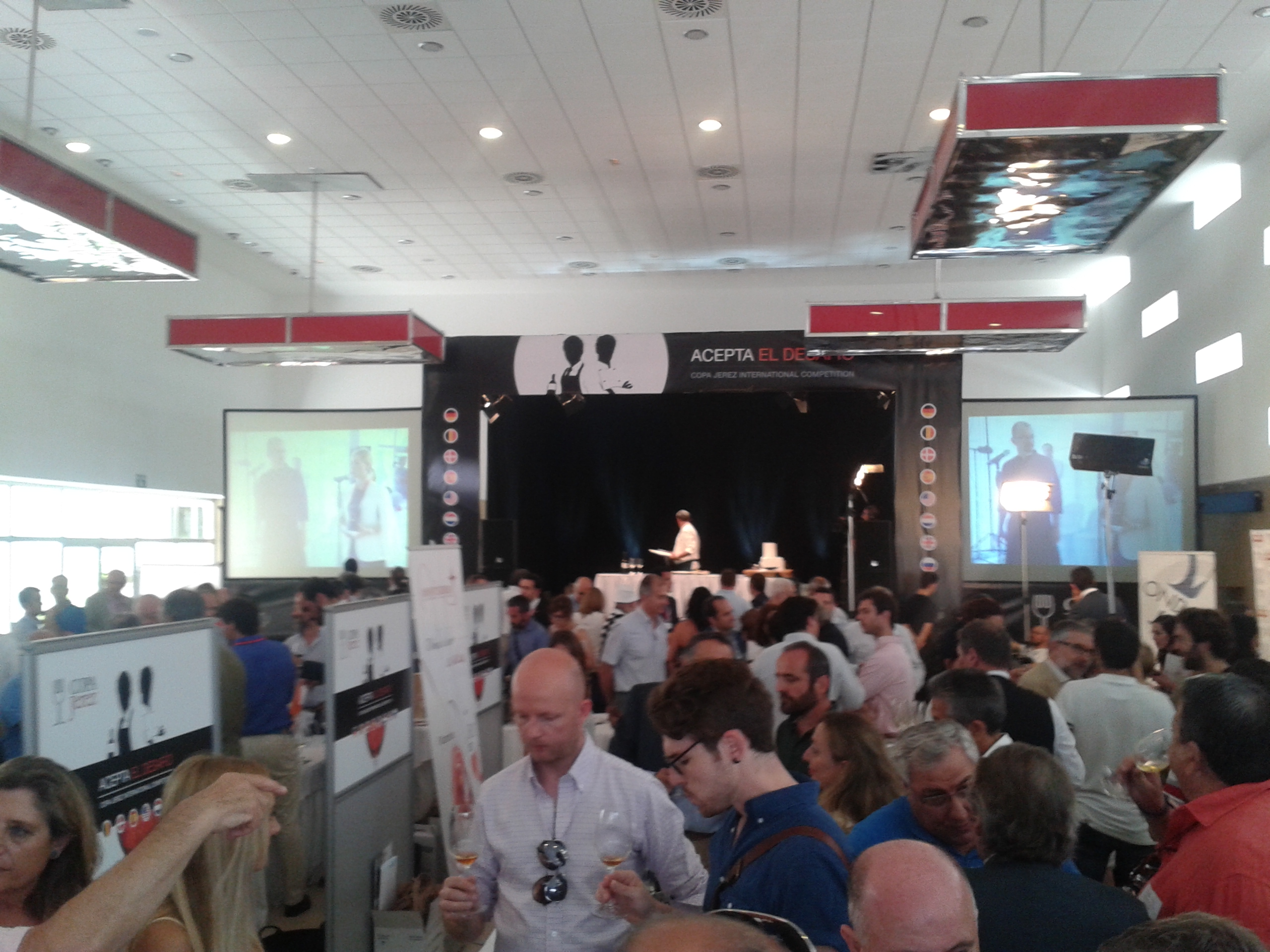
Copa Jerez 2015

El Consejo tiene entre sus obligaciones las acciones de difusión de los vinos amparados en él. Entre otras acciones destaca su inclusión en guías especializadas, donde han alcanzado los mejores resultados que ninguna otra Denominación.
En 2019, la iniciativa Copa Jerez Forum & Competition fue galardonada en el International Wine Challenge Merchant Awards 2019.

## Distinciones
- Medalla de la provincia de Cádiz en 2015[15]